# Kajakarstwo na Letnich Igrzyskach Olimpijskich 2012 – C-2 1000 m mężczyzn
C-2 1000 metrów mężczyzn to jedna z konkurencji w kajakarstwie klasycznym rozgrywanych podczas Letnich Igrzysk Olimpijskich 2012. Kajakarze rywalizowali między 7 a 9 sierpnia na torze Dorney Lake.

## Rekordy
|                   | Reprezentacja | Czas     | Data            | Miejsce |
| ----------------- | ------------- | -------- | --------------- | ------- |
| Rekord świata     | Kuba          | 3:28.531 | 12 maja 2001    | Sewilla |
| Rekord olimpijski | Niemcy        | 3:31.870 | 30 czerwca 1996 | Atlanta |

## Terminarz
| Data            | Godzina |            |
| --------------- | ------- | ---------- |
| 7 sierpnia 2012 | 9:46    | Eliminacje |
| 7 sierpnia 2012 | 11:09   | Półfinały  |
| 9 sierpnia 2012 | 9:30    | Finały     |

## Wyniki

### Eliminacje
Najlepsze załoga z każdego biegu awansuje do finału. Pozostałe załogi automatycznie zostają zakwalifikowane do półfinałów. 
Wyniki:
Bieg 1
| Pozycja | Tor | Zawodnicy                            | Państwo   | Czas     | Uwagi |
| ------- | --- | ------------------------------------ | --------- | -------- | ----- |
| 1       | 5   | Peter Kretschmer Kurt Kuschela       | Niemcy    | 3:34.435 | Q     |
| 2       | 6   | Aleksiej Korowaszkow Ilja Pierwuchin | Rosja     | 3:37.568 |       |
| 3       | 3   | Huang Maoxing Li Qiang               | Chiny     | 3:38.483 |       |
| 4       | 4   | Jaroslav Radoň Filip Dvořák          | Czechy    | 3:38.711 |       |
| 5       | 7   | Marcin Grzybowski Tomasz Kaczor      | Polska    | 3:38.759 |       |
| 6       | 2   | Alex Haas Jake Donaghey              | Australia | 3:52.589 |       |

Bieg 2
| Pozycja | Tor | Zawodnicy                                | Państwo     | Czas     | Uwagi |
| ------- | --- | ---------------------------------------- | ----------- | -------- | ----- |
| 1       | 5   | Sergiy Bezugliy Maksym Prokopenko        | Azerbejdżan | 3:38.042 | Q     |
| 2       | 7   | Erlon Silva Ronilson Oliveira            | Brazylia    | 3:41.014 |       |
| 3       | 6   | Andrej Bahdanowicz Alaksandr Bahdanowicz | Białoruś    | 3:42.599 |       |
| 4       | 4   | Alexandru Dumitrescu Victor Mihalachi    | Rumunia     | 3:43.787 |       |
| 5       | 3   | Serguey Torres José Carlos Bulnes        | Kuba        | 3:44.431 |       |
| 6       | 2   | Fortunato Pacavira Nelson Henriques      | Angola      | 4:16.478 |       |

### Półfinały
Trzy najlepsze osady z każdego półfinału awansują do finału. Pozostałe załogi wezmą udział w  finale B. 
Wyniki:
Półfinał 1
| Pozycja | Tor | Zawodnicy                                | Państwo   | Czas     | Uwagi |
| ------- | --- | ---------------------------------------- | --------- | -------- | ----- |
| 1       | 5   | Aleksiej Korowaszkow Ilja Pierwuchin     | Rosja     | 3:36.456 | Q     |
| 2       | 4   | Andrej Bahdanowicz Alaksandr Bahdanowicz | Białoruś  | 3:36.540 | Q     |
| 3       | 6   | Alexandru Dumitrescu Victor Mihalachi    | Rumunia   | 3:36.551 | Q     |
| 4       | 3   | Marcin Grzybowski Tomasz Kaczor          | Polska    | 3:37.695 |       |
| 5       | 7   | Alex Haas Jake Donaghey                  | Australia | 3:52.018 |       |

Półfinał 2
| Pozycja | Tor | Zawodnicy                           | Państwo  | Czas     | Uwagi |
| ------- | --- | ----------------------------------- | -------- | -------- | ----- |
| 1       | 4   | Huang Maoxing Li Qiang              | Chiny    | 3:37.746 | Q     |
| 2       | 6   | Jaroslav Radoň Filip Dvořák         | Czechy   | 3:37.839 | Q     |
| 3       | 3   | Serguey Torres José Carlos Bulnes   | Kuba     | 3:36.551 | Q     |
| 4       | 5   | Erlon Silva Ronilson Oliveira       | Brazylia | 3:42.101 |       |
| 5       | 7   | Fortunato Pacavira Nelson Henriques | Angola   | 4:18.543 |       |

### Finały
Wyniki:

#### Finał B
| Pozycja | Tor | Zawodnicy                           | Państwo   | Czas     |
| ------- | --- | ----------------------------------- | --------- | -------- |
| 1       | 5   | Marcin Grzybowski Tomasz Kaczor     | Polska    | 3:37.692 |
| 2       | 4   | Erlon Silva Ronilson Oliveira       | Brazylia  | 3:41.484 |
| 3       | 3   | Alex Haas Jake Donaghey             | Australia | 3:50.782 |
| 4       | 6   | Fortunato Pacavira Nelson Henriques | Angola    | 4:15.497 |

#### Finał A
| Pozycja | Tor | Zawodnicy                                | Państwo     | Czas     |
| ------- | --- | ---------------------------------------- | ----------- | -------- |
| złoto   | 5   | Peter Kretschmer Kurt Kuschela           | Niemcy      | 3:33.804 |
| srebro  | 7   | Andrej Bahdanowicz Alaksandr Bahdanowicz | Białoruś    | 3:35.206 |
| brąz    | 3   | Aleksiej Korowaszkow Ilja Pierwuchin     | Rosja       | 3:36.414 |
| 4       | 4   | Sergiy Bezugliy Maksym Prokopenko        | Azerbejdżan | 3:37.219 |
| 5       | 2   | Jaroslav Radoň Filip Dvořák              | Czechy      | 3:37.601 |
| 6       | 8   | Serguey Torres José Carlos Bulnes        | Kuba        | 3:42.357 |
| 7       | 1   | Alexandru Dumitrescu Victor Mihalachi    | Rumunia     | 3:43.005 |
| 8       | 6   | Huang Maoxing Li Qiang                   | Chiny       | 3:48.930 |